# Cantón de Béthune-Sur
El cantón de Béthune-Sur era una división administrativa francesa, que estaba situada en el departamento de Paso de Calais y la región de Norte-Paso de Calais.

## Composición
El cantón estaba formado por seis comunas, más una fracción de la comuna que le daba su nombre:
- Allouagne
- Béthune (fracción)
- Fouquereuil
- Fouquières-lès-Béthune
- Labeuvrière
- Lapugnoy
- Verquin

## Supresión del cantón de Béthune-Sur
En aplicación del Decreto n.º 2014-233 de 24 de febrero de 2014, el cantón de Béthune-Sur fue suprimido el 22 de marzo de 2015 y sus 7 comunas pasaron a formar parte; tres del nuevo cantón de Béthune, dos del nuevo cantón de Nœux-les-Mines, una del nuevo cantón de Beuvry y una del nuevo cantón de Lillers.